# Hermann Kahmann

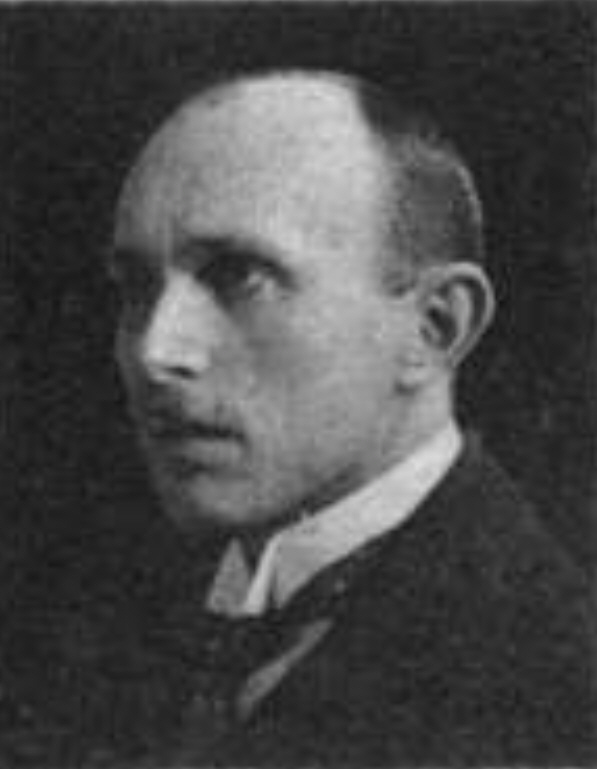
Hermann Kahmann, ca. 1919

Gottfried Hermann Kahmann (* 29. November 1881 in Schlanstedt; † 28. Januar 1943 in Dresden) war ein deutscher Mechaniker und Reichstagsabgeordneter der SPD.

## Leben
Hermann Kahmann, Sohn eines Schmiedemeisters, besuchte von 1888 bis 1896 die Volksschule in Schlanstedt. Bis 1900 erlernte er den Beruf des Mechanikers in Welbsleben und Berlin, welchen er bis 1905 ausübte.
Seit 1900 war er Mitglied im Deutschen Metallarbeiter-Verband und bis 1905 örtlicher Vertrauensmann. Anschließend war er bis 1907 für diese Gewerkschaft als „Agitationsbeamter“. 1907 wurde er kurz Parteisekretär der SPD für den Wahlkreis Hagen-Schwelm. Im gleichen Jahr wurde er bis 1922 Parteisekretär in Dresden.
Von 1912 bis 1919 gehörte er dem Gemeinderat von Potschappel, ab 1917 als Gemeindeältester, an. Während der Novemberrevolution 1918 war Kahmann Mitglied im Vollzugsausschuss des Dresdner Arbeiter- und Soldatenrates und im Dezember 1918 Delegierter beim Kongress der Arbeiter- und Soldatenräte in Berlin. Bei der Wahl am 19. Januar 1919 wurde Kahmann für die SPD in die Nationalversammlung (Wahlkreis 28 Sachsen 1) gewählt. Von Juni 1920 bis Mai 1924 war er Mitglied des Reichstages für den Wahlkreis Dresden-Bautzen, von 1922 bis 1924 Fraktionssekretär der SPD-Fraktion, ab 1925 dann Amtshauptmann in Zittau. 1933 wurde eine umfassende „Neubesetzung“ der Position der Amtshauptmänner vorgenommen. Kahmann wurde beurlaubt, was eigentlich einer Entlassung gleichkam.
Bereits seit Mitte 1931 war er Anfeindungen ausgesetzt. So gab es Mitte 1931 im FHK einen Artikel zu Kahmann, welche forderte ein Verfahren gegen ihn einzuleiten, da er vermeintlich Kleidung in der Tschechoslowakei anstatt in deutschen Geschäften kaufen würde. Im Laufe des Jahres kamen polemische Artikel dazu. Er wurde als „eine Revolutionsgröße von 1918“ verunglimpft. Am 5. März 1932 wurde berichtet, dass die von Kahmann durchgeführte Besetzung des Bürgermeisters von Hartau, ein SPD-Parteigenosse, zurückgenommen wurde. Ein Jahr später wird unter dem Titel „Sachsen will frei werden“ ausgeführt, dass die Sozialdemokratie mit „Stumpf und Stiel auszurotten“ sei und es wird gegen Kahmann agitiert. Letztendlich wird im März 1933 Schutzhaft für Kahmann angeordnet, wobei er Mitte März 1933 noch gesucht wurde.